# ミウス川
ミウス川（ミウスがわ、ウクライナ語: Міус、ロシア語: Миус）は、ウクライナ東部とロシア南部を流れアゾフ海に注ぐ川である。
ウクライナではルハーンシク州とドネツィク州、ロシア側（最下流）ではロストフ州のクィビシェフスキー、マトヴェーヴォ・クルガンスキー、ネクリノフスキーの3地区（ラヨン）を流れ、アゾフ海北東部タガンログ湾のミウス干潟に注ぐ。

## 地理と水文
ミウス川は全長258キロメートル、流域面積は6,680平方キロメートルである。ドネツ丘陵(Donets Ridge)の斜面、ルハーンシク州の新興村落ミウス村に発する。そこからクニャヒゥィニヴカ村までの流路は、ルハーンシク州とドネツィク州の州境になっている。上流では谷はV型であり、川幅（氾濫原を含む）は200メートルから1.2キロメートル、下流のステップ地帯では5-6キロメートルに拡がる。上流には独立した区画の淀み（三日月湖）はないが、中流と下流ではその幅は800メートルに達する。両岸は草と灌木に覆われる。蛇行した河床の幅は15-25メートル（下流では45メートルに達する）。川の深さは淵で6メートル、浅瀬では0.5メートルまで減少する。
水源は主に雪と雨である。12月に凍結し、3月に解氷する。春洪水が特徴である。ミウス川の流域には、給水企業、水力、土地改良（灌漑）に用いられる小さな貯水池が点在している。川と貯水池の水際には、レクリエーション施設が設置されている。

### 主な支流
| 支流名          | 現地名                  | 全長  | 右岸/左岸 | 流域国            | 合流点経緯度                                                      |
| --------------- | ----------------------- | ----- | --------- | ----------------- | ----------------------------------------------------------------- |
| ミウスゥィク 川 | ウクライナ語: Міусик    |       | 左岸      | ウクライナ        | 北緯48度08分05秒 東経38度44分45秒 / 北緯48.13461度 東経38.7459度  |
| ハルハ川        | ウクライナ語: Глуха     |       | 右岸      | ウクライナ        | 北緯48度03分06秒 東経38度54分30秒 / 北緯48.05172度 東経38.90836度 |
| クリペンカ川    | ウクライナ語: Кріпенька | 38km  | 左岸      | ウクライナ        | 北緯47度59分38秒 東経38度57分20秒 / 北緯47.99382度 東経38.95558度 |
| ナホリュナ川    | ウクライナ語: Нагольна  | 70km  | 左岸      | ウクライナ        | 北緯47度56分08秒 東経38度56分41秒 / 北緯47.93565度 東経38.94477度 |
| クリンカ川      | ロシア語: Крынка        | 180km | 右岸      | ウクライナ-ロシア | 北緯47度36分37秒 東経38度48分27秒 / 北緯47.61041度 東経38.80739度 |

## 水名
「ミウス」はヴォルガ地域からウラル地域まで広く伝播した地名であり、イラン系語源（参考:タジク語: Мис「銅」）を持つ。それはこの地域におけるイラン系民族（スキタイ、サルマタイ）の歴史的な移住に適合する。この仮説を裏付けるのは、青銅器時代のドンバスにおける銅鉱山の広範な伝播が物語る事実である。
第二の説によれば、水名の基礎にはチュルク語 миус 「ミウス」が横たわっており、音の異なったバリエーションが多くのチュルク系言語で見られる。その意味は「角（つの）」、「角（かく）」「角度」である。角（かく）は古代の異なる民族によって川の合流点の土地に名付けられた。我々のミウス川に関していえば、おそらくクリンカ川との合流点の地域であろう。
第三の説では単語 миюш はチュルク人の言葉で топь 「沼沢地、泥濘」、 грязь 「泥、ぬかるみ、泥地」を意味した。それは明らかに、泥濘と繁茂した葦によって特徴づけられる川の氾濫原を指している。

## ミウス線（ミウス・フロント）
大祖国戦争（独ソ戦、1941年-1945年）中、1941年12月から1942年7月まで、および1943年の2月-8月にドイツ軍はミウス川に要塞化された強固な防衛線を構築した。1943年8月にドイツ国防軍がドニプロ川（ドニエプル川）のパンター線へ撤退した結果、ミウス線は放棄された。ミウス線は赤軍が南部に進出するのを大いに妨いだ。ロストフ・ナ・ドヌが1943年2月に解放されたのに対し、ミウス線に守られたタガンロクの解放は1943年8月30日になってからであった。